# Gigí Ruá
Gigí Ruá (Comodoro Rivadavia, 10 de marzo de 1955)
es una actriz argentina.
Comenzó su carrera como modelo y maniquí debido a su bellísimo rostro, sus enormes ojos verdes y su espigada figura.
A mediados de los años setenta empezó a trabajar en la televisión, destacándose en ciclos de Carlos Lozano Dana y Alma Bressán.
En los años ochenta su popularidad siguió en ascenso, siendo la favorita de productores y directores de la época para interpretar diferentes papeles de mujeres ingenuas, malvadas o heroínas románticas en el cine, la televisión y el teatro.
En 1979 representó a Lucy en el éxito teatral Drácula, dirigida por Sergio Renán y en 1981 protagonizó Boeng-Boeing en el teatro Provincial de Mar del Plata junto a Osvaldo Miranda, Claudio García Satur y Paulina Singerman.
A fines de la década de 1980 y en pleno éxito de su carrera tuvo un hijo y se refugió unos años en Uruguay. Volvió a principios de los años noventa sobresaliendo en papeles cada vez más comprometidos.

## Filmografía
- 1970: El profesor patagónico
- 1974: La gran aventura
- 1975: Alguien por quien vivir (serie de televisión), con Ana María Picchio y Alberto Martín.
- 1976: Mi querido Luis (serie de televisión), como Daniela Lamas
- 1976: Marianela (unitario para televisión) como la bellísima Florentina, con Ana María Picchio y Antonio Grimau
- 1977: La posada del sol (miniserie de televisión).
- 1977: Invitación a Jamaica (miniserie de televisión).
- 1977: Aventura '77 (miniserie de televisión).
- 1977: Los colores de la seducción (especial para televisión) con Sergio Renán.
- 1978:  Mi hermano Javier (serie de televisión) como Carina, con Juan José Camero, Eva Donge y Lidia Lamaison.
- 1978: División homicidios (miniserie policial) con José Slavin. Dirección: Martín Clutet
- 1978: Todos los días un día (película), como Adriana, con Julio Iglesias y Carol Lynley
- 1978: El gran desafío (miniserie) con Alberto de Mendoza y Walter Santana
- 1979: Pueblo-Pueblo (miniserie para televisión) como Sonia
- 1979: Contragolpe, como Emma.
- 1980: Romina (serie de televisión), como Julieta Limae, con Dora Baret.
- 1980: El solitario (miniserie de televisión), como Daniele.
- 1981: Laura mía (telenovela) como Victoria Leguizamón, con Raúl Taibo, Raúl Rizzo y Soledad Silveyra.
- 1981: Los colores de la oscuridad (miniserie) como Nina, con Rodolfo Bebán y Niní Gambier.
- 1981: Somos como el río (miniserie) como Nora, con Raúl Lavié.
- 1983: Compromiso
- 1984: La viuda blanca (telenovela) como Verónica Lima
- 1984: El cerco (especial de ATC) con Rodolfo Bebán y Mona Maris.
- 1984: Los tigres de la memoria, como Carolina.
- 1985: Entre el cielo y la tierra, con Soledad Silveyra y Oscar Martínez
- 1985: Los gatos (prostitución de alto nivel)
- 1985: Sin querer, queriendo (comedia)[5]
- 1986: El vidente (telenovela), como Delfina (coprotagonista con Arnaldo André).
- 1987: Tiempo cumplido (televisión) con Alberto de Mendoza
- 1987: Ficciones (televisión); dirección: Sergio Renán; capítulo «Triángulo», con Darío Grandinetti y Alberto Segado.
- 1990: Personas y personajes (ciclo de televisión) como la amante de Alfredo Palacios
- 1992: Inolvidable (serie de televisión), como Irene.
- 1992: Luces y sombras (dirección: Oscar Barney Finn) con Miguel Ángel Solá
- 1992: Amigos son los amigos, con Carlos Calvo
- 1992: Zona de riesgo, episodio «Agua podrida», como Nora, con Gerardo Romano y Rodolfo Ranni
- 1993: Canto rodado, escuela de arte (serie de televisión), con Damián de Santo, Laura Miller y Victoria Onetto.
- 1993: Las aventuras de Pepe Carvalho en Buenos Aires (serie de televisión) como Ema, con Juan Diego y Pepe Soriano. Dirección: Luis Barone
- 1994: Muerte dudosa telefilme dirigido por Juan José Jusid
- 1994: Marco, el candidato (serie de televisión) como Desirée, con Rodolfo Bebán e Irma Córdoba. Dirección: Hugo Moser
- 1995: Nueve lunas (serie de televisión), con Cecilia Roth y Oscar Martínez.[6]
- 1997: Archivo negro (miniserie de televisión).
- 1997: Milady, la historia continúa (serie de televisión), como Lucía, en el episodio n.º 1.1
- 1997: El arcángel (serie de televisión) con Gabriel Corrado
- 1999: Vulnerables (serie de televisión), como la madre de Cecilia Fusiak (representada por la actriz Soledad Villamil).[7]
- 2000: Primicias (serie de televisión), como Mariana Guimarães.
- 2000: Un amor de Borges
- 2001: La vereda tropical, filmada en la provincia de San Luis; como May[8]
- 2001: El sodero de mi vida (serie de televisión).
- 2001: Chiquititas 2001
- 2002: Un cortado, historias de café (protagonista de un capítulo). Dirección: Leonardo Bechini
- 2004: Vereda tropical, como May.
- 2005: Mujeres asesinas (serie de televisión), como Silvia Riganti, en el episodio «Marta Odera, monja»
- 2005-2006: Se dice amor (serie de televisión), como Consuelo Pueyrredón, en el episodio n.º 1.187
- 2006: La ley del amor (serie de televisión), como Marta, en el episodio n.º 1.1.
- 2010: Domingo de Ramos, como Doña Rosa. Con Gabriel Goity y Héctor Bidonde.
- 2011: Víndica (miniserie de televisión), como Carnada.
- 2012: Babylon (miniserie).
- 2016: Los ricos no piden permiso (telenovela) (invitada especial), Inés Echegoyen †
- 2017: Pescador (película) de Jose Glusman con: Darío Grandinetti.
- 2019: Argentina, tierra de amor y venganza, como Trinidad Huertas.

## Teatro
- 1979: Drácula con Sergio Renán, Marzenka Novak, Pablo Alarcón, Franklin Caicedo, Osvaldo Terranova y Héctor Bidonde.
- 1981: "Boeing Boeing" con: Osvaldo Miranda, Paulina Singerman, Claudio García Satur y María Noel.